# Antonio Pérez Aleixandre
Antonio Pérez Aleixandre   (València, 1882 - 1959) va ser un intèrpret i professor de viola, a més de compositor.

## Biografia
Va ser deixeble de Salvador Giner. Va participar activament en el moviment per formar a València una orquestra professional estable, inexistent en aquella època, inicis del segle xx.
Va ser un dels fundadors, en 1911, de l'Ateneu Musical, una escola de música que va organitzar nombroses activitats i concerts públics i el seu president des de 1915. A partir d'aquest any l'Ateneu Musical va mostrar el seu suport a la recentment creada Orquestra de Música de Cambra, que va dirigir Eduardo López-Chavarri. També va ser la institució promotora de l'Orquestra Simfònica de València en 1916. Després de la dissolució de l'Ateneu Musical, Pérez Aleixandre va continuar formant diferents agrupacions artístiques i sindicats professionals.
En 1909 Pérez Aleixandre va ser designat secretari del comitè que va decidir les activitats musicals de l'Exposició Regional. Durant aquella època era habitual la seua participació en orquestrines i xicotets conjunts de cafè en els quals es guanyaven la vida tants músics de la seua generació. En aquests grups de cambra va tocar al costat de coneguts artistes com José Manuel Izquierdo, Tomás Aldás o José Salvador Martí, entre d'altres. Per a les seues formacions va compondre nombroses obres lleugeres: valsos, gavotes, marxes, cuplets, romances, pasdobles, etc.
Com a docent, Pérez Aleixandre va treballar al Col·legi de Sant Josep de València, al llarg dels anys vint, i a Madrid, durant la Segona República, a més de dedicar-se a les classes privades. Al seu costat van aprendre Arturo Llácer Pla i un joveníssim Joaquín Rodrigo. A aquest últim, sota l'apel·latiu afectuós de "Joaquinito Rodrigo", està dedicada una de les seues partitures manuscrites, datada en 1913, quan el compositor saguntí comptava dotze anys i s'iniciava en el violí.
Després de la guerra civil, Pérez Aleixandre va formar part de diverses orquestres circumstancials en gira per tot Espanya, activitat que va abandonar a poc a poc per motius de salut.
Al desembre de 2011 l'Institut Valencià de la Música va rebre un fons documental llegat per la filla de Pérez Aleixandre, que inclou diverses partitures editades a València i Madrid, i a més abundants manuscrits d'obres inèdites, programes de mà, carnets de l'associació de professors d'orquestra, fotografies, així com correspondència del músic amb algun dels seus deixebles i amb la Societat General d'Autors en diferents etapes de la seua història.